# Strophipora harveyi
Strophipora harveyi är en mossdjursart som först beskrevs av Wyville Thomson 1858.  Strophipora harveyi ingår i släktet Strophipora och familjen Catenicellidae. Inga underarter finns listade i Catalogue of Life.